# Pădurea Lipnic (arie protejată)
Lipnic este un sector reprezentativ cu vegetație silvică în raionul Ocnița, Republica Moldova. Este amplasat în ocolul silvic Ocnița, Lipnic, parcela 23, subparcela 13. Are o suprafață de 1,6 ha. Obiectul este administrat de Gospodăria Silvică de Stat Edineț.